# Ectropothecium perrotii
Ectropothecium perrotii är en bladmossart som beskrevs av Ferdinand François Gabriel Renauld och Jules Cardot 1897. Ectropothecium perrotii ingår i släktet Ectropothecium och familjen Hypnaceae. Inga underarter finns listade i Catalogue of Life.